# Квашений кизил
Квашений кизил — продукт із квашених незрілих плодів їстівного кизилу (лат. Córnus mas), відомий у давньоримській та польській кухні. У Німеччині квашений або солоний кизил називають «фальшиві оливки», в Україні «польські оливки».

## Приготування
Для приготування квашеного кизилу збирають повністю сформовані, але ще незрілі плоди від зеленого до блідо-рожевого кольору. Їх, так само, як і оливки чи огірки, кладуть у бочки, наповнені міцним розсолом, приправляють лавровим листям і, залежно від рецепту, зеленим кропом чи чабером. Після квашення їх також можна полити оливковою олією. Квашений кизил також виробляють промислово.
Квашений кизил має високу харчову цінність.
Існують рецепти маринованого кизилу.

## Історія
У Стародавній Греції і Римі про приготування солінь із плодів кизилу в I ст. нашої ери писали Колумелла та Діоскорид; пізніше переклади їх праць з медицини викликали деякий інтерес до квашеного кизилу в Англії XVII ст..
Рецепти засоленого кизилу описані й у кількох кулінарних книгах, виданих у Польщі на початку XIX ст., в тому числі в анонімному посібнику «Способи виготовлення мила, свічок, оцтів, приправи для фруктів, соління та копчення м'яса, випікання хліба, варіння пива та виготовлення крохмалу», опублікованому у Львові в 1801 році. Квашені плоди кизилу використовували для заміни оливок, на які вони були схожі на смак та зовнішнім виглядом. Це підтверджується рукописом 1782 року, у якому серед відомостей про ягоди кизилу зазначено, що «незрілі ягоди кизилу кладуть у страви замість оливок». Ця страва була елементом придворної кухні Східної Малопольщі та Східного Пограниччя. Квашений кизил додавали в соуси, що подаються до смаженого м'яса. Етнографічне інтерв'ю свідчить про те, що його готували у садибі у Болестрашицях у першій половині ХХ ст..
У 2008 році «Кизил підкарпатський квашений» був включений до списку традиційних продуктів польського Підкарпатського воєводства.